# Баррелл, Энн
Энн У. Баррелл (англ. Anne W. Burrell; 21 сентября 1969, Казеновия, Нью-Йорк — 17 июня 2025, Бруклин, Нью-Йорк) — американский шеф-повар, телеведущая и преподаватель Института кулинарного образования. 
Была ведущей шоу «Секреты шеф-повара ресторана» на канале Food Network и соведущей программы «Худшие повара Америки». Также была одним из помощников шеф-поваров Марио Батали в сериале «Железный повар Америки», как и появлялась в других программах этого канала, таких как «Лучшее, что я когда-либо ел». 
Умерла 17 июня 2025 года на 56-м году жизни у себя дома в Бруклине, Нью-Йорк.